# Erebia
Erebia är ett släkte av fjärilar som beskrevs av Johan Wilhelm Dalman 1816. Erebia ingår i familjen praktfjärilar.
Det vetenskapliga släktnamnet kommer från Erebos, det personifierade mörkret enligt den grekiska mytologin. Det syftar på arternas mörka grundfärg. Denna grundfärg är mörkbrun eller svart och vid framvingens kanter finns ögonfläckar eller en rödaktig kant. Ögonfläckarna är omgiven av orange färg. Antalet arter är ungefär 80 som nästan förekommer i hela världen.
Hos de arter som är mera kända lägger honan ett ägg på gräs, halvgräs eller på blad. Äldre larver är smala med en gulgrön grundfärg och flera längsgående strimmor. Några larver har två svansar. Puppan har en ljusbrun färg. Varje år utvecklas endast en generation och några individer är efter två år könsmogna.

## Dottertaxa tillErebia, i alfabetisk ordning[1][2]
- Erebia abannulata
- Erebia abbreviata
- Erebia abetonica
- Erebia abocula
- Erebia acolia
- Erebia aconis
- Erebia acoris
- Erebia addenda
- Erebia addendaapicalis
- Erebia additionalis
- Erebia adyte
- Erebia aequalis
- Erebia aetherius
- Erebia aethiopella
- Erebia aethiopellus
- Erebia aethiops
- Erebia aglauros
- Erebia ajanensis
- Erebia alaskensis
- Erebia albana
- Erebia albanica
- Erebia alberganus
- Erebia albifasciata
- Erebia albiligata
- Erebia albina
- Erebia albinescens
- Erebia albinotica
- Erebia albipicta
- Erebia albipunctata
- Erebia albocentrata
- Erebia albofasciata
- Erebia albomacula
- Erebia albomaculata
- Erebia albovittata
- Erebia alcmena
- Erebia alcmenides
- Erebia alcyone
- Erebia alecto
- Erebia alexandra
- Erebia alexis
- Erebia algernoni
- Erebia almada
- Erebia almangoviae
- Erebia alpestris
- Erebia alpina
- Erebia altaica
- Erebia altajana
- Erebia alticola
- Erebia altissima
- Erebia altivaga
- Erebia altivolans
- Erebia amarisana
- Erebia amazon
- Erebia amisus
- Erebia amplevittata
- Erebia amplivittata
- Erebia andera
- Erebia andineus
- Erebia anniviersa
- Erebia anteborus
- Erebia antevortes
- Erebia anthracites
- Erebia anyuica
- Erebia apenninicola
- Erebia apenninigena
- Erebia apicalis
- Erebia aporia
- Erebia approximata
- Erebia apuana
- Erebia apupillata
- Erebia aquitania
- Erebia arachne
- Erebia arctica
- Erebia arete
- Erebia aretoides
- Erebia argenteopuncta
- Erebia argentoligata
- Erebia arsenjevi
- Erebia arvernensis
- Erebia aspera
- Erebia assamana
- Erebia astigmatica
- Erebia astur
- Erebia asturides
- Erebia atramentaria
- Erebia atrata
- Erebia atratus
- Erebia augurinus
- Erebia avinoffi
- Erebia balcanica
- Erebia banacensis
- Erebia basalis
- Erebia batanga
- Erebia baucis
- Erebia bedei
- Erebia beelzebub
- Erebia bejarensis
- Erebia belaënsis
- Erebia bella
- Erebia benacensis
- Erebia bernensis
- Erebia berniae
- Erebia bieneri
- Erebia binotata
- Erebia biocellata
- Erebia biocellatoides
- Erebia bipunctata
- Erebia bipupillata
- Erebia bisocellata
- Erebia blanca
- Erebia blandina
- Erebia bodenmanni
- Erebia bonellii
- Erebia bonisa
- Erebia borealis
- Erebia boreomontanum
- Erebia borisi
- Erebia borsana
- Erebia bosniaca
- Erebia botevi
- Erebia brevifasciata
- Erebia brigobanna
- Erebia brucei
- Erebia brunneofasciata
- Erebia brutiorum
- Erebia bryki
- Erebia bubastis
- Erebia bulgarica
- Erebia bureschi
- Erebia burmanni
- Erebia buronica
- Erebia butleri
- Erebia böhmerwaldensis
- Erebia caeca
- Erebia caecilia
- Erebia calaritas
- Erebia calcarius
- Erebia caledonia
- Erebia callias
- Erebia campestris
- Erebia canadensis
- Erebia canigoulensis
- Erebia cantabricola
- Erebia caradjae
- Erebia carbonaria
- Erebia carboncina
- Erebia carmenta
- Erebia carolia
- Erebia carpathica
- Erebia carpathicola
- Erebia carthusianorum
- Erebia cassioides
- Erebia cassiope
- Erebia castanea
- Erebia castiliana
- Erebia castor
- Erebia cavallus
- Erebia cebennica
- Erebia cercida
- Erebia ceto
- Erebia cetra
- Erebia charea
- Erebia charila
- Erebia chatiparae
- Erebia christi
- Erebia churchillensis
- Erebia cibiniaca
- Erebia circodromus
- Erebia clanis
- Erebia claudina
- Erebia cleo
- Erebia clisura
- Erebia clorinda
- Erebia clossi
- Erebia coecodromus
- Erebia confluens
- Erebia confusa
- Erebia connexa
- Erebia constans
- Erebia cosinida
- Erebia costantinii
- Erebia cottiensis
- Erebia crathiae
- Erebia crobyle
- Erebia croesus
- Erebia crollensis
- Erebia cubei
- Erebia cyclopius
- Erebia cydamus
- Erebia czekelii
- Erebia dabanensis
- Erebia daisetzuzana
- Erebia de-fasciata
- Erebia defessa
- Erebia dehermanni
- Erebia dejeanii
- Erebia delavayi
- Erebia demarginata
- Erebia demmia
- Erebia dentata
- Erebia depressivaga
- Erebia depuncta
- Erebia depunctata
- Erebia depupillata
- Erebia derufata
- Erebia difflua
- Erebia diffusa
- Erebia dilucescens
- Erebia dioxippe
- Erebia disa
- Erebia discoidalis
- Erebia disjuncta
- Erebia dispersa
- Erebia dissimulata
- Erebia doii
- Erebia dolomitana
- Erebia dolomitensis
- Erebia dolomitica
- Erebia dovrensis
- Erebia dromulus
- Erebia dromus
- Erebia dubius
- Erebia duponcheli
- Erebia durmitorensis
- Erebia dzhelindae
- Erebia edda
- Erebia ederi
- Erebia effusa
- Erebia egea
- Erebia elisabethae
- Erebia elwesi
- Erebia embla
- Erebia emblasida
- Erebia emialbina
- Erebia enucleata
- Erebia epineoridas
- Erebia epiphron
- Erebia epipsodea
- Erebia epistygne
- Erebia erda
- Erebia erebus
- Erebia erina
- Erebia erinna
- Erebia erinnyn
- Erebia erinoides
- Erebia eriphyle
- Erebia ero
- Erebia erynis
- Erebia erynisocellata
- Erebia erynnis
- Erebia eryphyle
- Erebia etheides
- Erebia ethela
- Erebia ethus
- Erebia etobyma
- Erebia etruriae
- Erebia etrusca
- Erebia eumenis
- Erebia eumonia
- Erebia euphrasia
- Erebia eupompa
- Erebia euryale
- Erebia euryaloides
- Erebia eurykleia
- Erebia eutaenia
- Erebia eviades
- Erebia evias
- Erebia exannulata
- Erebia excendentia
- Erebia excessa
- Erebia excessima
- Erebia eximia
- Erebia expupillata
- Erebia extincta
- Erebia extrema
- Erebia extremioides
- Erebia farinata
- Erebia fasciata
- Erebia fasciola
- Erebia fauveaui
- Erebia feminina
- Erebia fenestrata
- Erebia festiva
- Erebia finitima
- Erebia flaccilla
- Erebia flavescens
- Erebia flavofasciata
- Erebia fletcheri
- Erebia florinensis
- Erebia fogarisca
- Erebia freemani
- Erebia frenus
- Erebia freyeri
- Erebia fritschi
- Erebia fruhstorferi
- Erebia fuchsi
- Erebia fuliginosa
- Erebia fuorni
- Erebia gabrieli
- Erebia galvagnii
- Erebia gardeina
- Erebia gavarnica
- Erebia gavarniensis
- Erebia gefion
- Erebia generosa
- Erebia gentyi
- Erebia gertha
- Erebia gesion
- Erebia gigantea
- Erebia glaciale
- Erebia glacialis
- Erebia glottis
- Erebia gnathene
- Erebia goante
- Erebia gorge
- Erebia gorgone
- Erebia gorgoneforme
- Erebia gorgophone
- Erebia goya
- Erebia gracilis
- Erebia grandiuscula
- Erebia granjana
- Erebia graucasica
- Erebia griela
- Erebia grina
- Erebia grisea
- Erebia guttata
- Erebia gyrtone
- Erebia haberhaueri
- Erebia hades
- Erebia hakutozana
- Erebia hayachineana
- Erebia hecuba
- Erebia heinrichi
- Erebia hellgreni
- Erebia helvetica
- Erebia hercegovinensis
- Erebia herculeana
- Erebia hercyniae
- Erebia hermeti
- Erebia herscheli
- Erebia herse
- Erebia herzi
- Erebia hewitsonii
- Erebia heyni
- Erebia hilaris
- Erebia hippocoon
- Erebia hippomedusa
- Erebia hispania
- Erebia hispanica
- Erebia homogena
- Erebia homole
- Erebia honei
- Erebia hopfingeri
- Erebia hormuzakii
- Erebia huebneri
- Erebia hungarica
- Erebia hyperapennina
- Erebia ignota
- Erebia ignotoides
- Erebia illyrica
- Erebia illyromacedonica
- Erebia impunctata
- Erebia ina
- Erebia inalpina
- Erebia inequalis
- Erebia infasciata
- Erebia infernalis
- Erebia inflacara
- Erebia infraargentea
- Erebia infradiffusa
- Erebia infralbosparsa
- Erebia infulata
- Erebia ingana
- Erebia inocellata
- Erebia intermedia
- Erebia intermedioides
- Erebia interposita
- Erebia inuitica
- Erebia iranica
- Erebia irene
- Erebia irisescens
- Erebia isabellina
- Erebia isarica
- Erebia isolata
- Erebia issyka
- Erebia italica
- Erebia janthe
- Erebia jeholana
- Erebia jeniseiensis
- Erebia jerasa
- Erebia jigodini
- Erebia joachimi
- Erebia jolanthe
- Erebia josei
- Erebia jucunda
- Erebia jungens
- Erebia junsaiensis
- Erebia kalmuka
- Erebia kamensis
- Erebia kamtschadalis
- Erebia karwendeli
- Erebia kaseria
- Erebia kefersteinii
- Erebia kindermanni
- Erebia kisokomana
- Erebia kodermanni
- Erebia koenigi
- Erebia koenigiella
- Erebia koliskoi
- Erebia komagadakeana
- Erebia koreana
- Erebia koszhantschikovi
- Erebia kotzschae
- Erebia kuskoquima
- Erebia kwanbozana
- Erebia laconia
- Erebia ladinia
- Erebia laeta
- Erebia lama
- Erebia lanceolata
- Erebia langara
- Erebia lappona
- Erebia lapponoides
- Erebia latefasciata
- Erebia latefasiata
- Erebia latifasciata
- Erebia lederi
- Erebia lefebvrei
- Erebia lena
- Erebia leonhardi
- Erebia letincia
- Erebia leto
- Erebia leucotaenia
- Erebia leukophthalma
- Erebia ligata
- Erebia ligea
- Erebia lioranus
- Erebia livida
- Erebia livonica
- Erebia loibli
- Erebia loricarum
- Erebia loritzi
- Erebia lozerica
- Erebia ludlowi
- Erebia lugens
- Erebia lugina
- Erebia luteofasciata
- Erebia lutescens
- Erebia luxurians
- Erebia luxuriosa
- Erebia maccabaeus
- Erebia macedonica
- Erebia mackeri
- Erebia mackinleyensis
- Erebia macrommata
- Erebia macroocellata
- Erebia macrosiscia
- Erebia macularis
- Erebia maculata
- Erebia magdalena
- Erebia magna
- Erebia magnocellata
- Erebia mairloti
- Erebia majellana
- Erebia major
- Erebia manchurica
- Erebia mancinus
- Erebia manto
- Erebia mantoides
- Erebia maracandica
- Erebia margarita
- Erebia marginata
- Erebia maritima
- Erebia marmolata
- Erebia masculina
- Erebia maurisius
- Erebia maurus
- Erebia mcdunnoughi
- Erebia medea
- Erebia media
- Erebia mediterranea
- Erebia medusa
- Erebia meisneri
- Erebia melampus
- Erebia melancholica
- Erebia melanops
- Erebia melara
- Erebia melas
- Erebia melusina
- Erebia mendolana
- Erebia mendolensis
- Erebia menetriesi
- Erebia meolans
- Erebia meolansella
- Erebia mergus
- Erebia meridionalis
- Erebia merula
- Erebia mesorubria
- Erebia meta
- Erebia micans
- Erebia mienschanica
- Erebia minima
- Erebia minor
- Erebia minorata
- Erebia minorisocellata
- Erebia minschani
- Erebia minuspunctata
- Erebia minuta
- Erebia mirabilis
- Erebia mixta
- Erebia mnemon
- Erebia mnestra
- Erebia modesta
- Erebia moerens
- Erebia momos
- Erebia mongolica
- Erebia monotonia
- Erebia montanus
- Erebia monticola
- Erebia mopsos
- Erebia morena
- Erebia morio
- Erebia morula
- Erebia muchomancha
- Erebia murasei
- Erebia murina
- Erebia myrialda
- Erebia mythia
- Erebia nana
- Erebia nanna
- Erebia nanos
- Erebia narona
- Erebia nelamus
- Erebia neleus
- Erebia nelo
- Erebia neoridas
- Erebia neoridasoides
- Erebia nerine
- Erebia nero
- Erebia nevadensis
- Erebia nicholli
- Erebia nicochares
- Erebia nigerrima
- Erebia nigra
- Erebia nigrescens
- Erebia nigropunctata
- Erebia nigrosubmersa
- Erebia nikitini
- Erebia nikostrate
- Erebia nilas
- Erebia niphonica
- Erebia nivalis
- Erebia noctua
- Erebia nocturna
- Erebia noricana
- Erebia nowickii
- Erebia nyukasana
- Erebia oberthuri
- Erebia obliterata
- Erebia obscura
- Erebia obsoleta
- Erebia ocellaris
- Erebia ocellata
- Erebia ocellatus
- Erebia ochracea
- Erebia ochrea
- Erebia ocnus
- Erebia oeme
- Erebia okadai
- Erebia olivaceofasciata
- Erebia orba
- Erebia oreas
- Erebia orientalis
- Erebia ornata
- Erebia ornatissima
- Erebia ornatus
- Erebia orobica
- Erebia osmanica
- Erebia othello
- Erebia ottomana
- Erebia ottonis
- Erebia pacula
- Erebia palarica
- Erebia pallescens
- Erebia pallida
- Erebia pallidepunctata
- Erebia pallidiorstricta
- Erebia pandrose
- Erebia pandrosus
- Erebia paracleo
- Erebia paradisi
- Erebia paradoxa
- Erebia parmenio
- Erebia parumgenerosa
- Erebia parva
- Erebia parvipuncta
- Erebia parvisi
- Erebia parviuscula
- Erebia pauperrima
- Erebia pawlowskyi
- Erebia pellea
- Erebia pellene
- Erebia penalarae
- Erebia peneplana
- Erebia penultima
- Erebia perfumosa
- Erebia perfusca-semicaeca
- Erebia permagna
- Erebia persephone
- Erebia petrosus
- Erebia petsamoensis
- Erebia pharte
- Erebia phartina
- Erebia pherusa
- Erebia philiata
- Erebia philomela
- Erebia phorcys
- Erebia phoreta
- Erebia phorycoides
- Erebia pirene
- Erebia pirinica
- Erebia pitho
- Erebia pithonides
- Erebia pleniocellata
- Erebia plurimacula
- Erebia pluto
- Erebia plutonides
- Erebia plutonius
- Erebia polaris
- Erebia pollux
- Erebia polyopis
- Erebia posidonia
- Erebia postmacularis
- Erebia postnigra
- Erebia postreducta
- Erebia postvorta
- Erebia praeclara
- Erebia praerutilia
- Erebia preisseckeri
- Erebia presolanae
- Erebia privata
- Erebia procopiani
- Erebia progne
- Erebia progressiva
- Erebia prometheus
- Erebia pronoe
- Erebia psathura
- Erebia pseudoastur
- Erebia pseudocarmenta
- Erebia pseudocassioides
- Erebia pseudodisa
- Erebia pseudolivonia
- Erebia pseudomedusa
- Erebia pseudomelas
- Erebia pseudomurina
- Erebia psodea
- Erebia pulchrappenina
- Erebia punctata
- Erebia punctifera
- Erebia pupillata
- Erebia pupillifera
- Erebia purpurea
- Erebia purpureofasciata
- Erebia pyraenaeicola
- Erebia pyrenaea
- Erebia pyrenaeensis
- Erebia pyrenaica
- Erebia pyrrha
- Erebia pyrrhula
- Erebia quadrannulifer
- Erebia quadriocellata
- Erebia quadripunctata
- Erebia quaterocellata
- Erebia rachlini
- Erebia radians
- Erebia radnaensis
- Erebia ramondi
- Erebia randae
- Erebia rebeli
- Erebia reducta
- Erebia reducta-marginata
- Erebia reducta-ocellata
- Erebia reductissima
- Erebia regalis
- Erebia regressiva
- Erebia reisseri
- Erebia remingtoni
- Erebia restricta
- Erebia retyezatensis
- Erebia retyezatica
- Erebia rhodia
- Erebia rhodocleia
- Erebia rhodopensis
- Erebia ribasi
- Erebia rieli
- Erebia rileyi
- Erebia rishirizana
- Erebia roberti
- Erebia romaniae
- Erebia rondoui
- Erebia roosi
- Erebia rosae
- Erebia rossii
- Erebia rowlandi
- Erebia rowlandides
- Erebia royi
- Erebia rubescens
- Erebia rubria
- Erebia rubrodiluta
- Erebia rubroligata
- Erebia rudowskii
- Erebia rufofasciata
- Erebia runcensis
- Erebia ruricola
- Erebia rurigena
- Erebia rusca
- Erebia rühli
- Erebia sabulosus
- Erebia sachalinensis
- Erebia sajana
- Erebia sajanensis
- Erebia sakae
- Erebia salaria
- Erebia sapaudia
- Erebia saphrana
- Erebia satoryi
- Erebia savalanica
- Erebia scaea
- Erebia schansiana
- Erebia schawerdae
- Erebia schultzi
- Erebia scipio
- Erebia scoparia
- Erebia scotica
- Erebia secundotertiopunctata
- Erebia sedakovii
- Erebia segregata
- Erebia seitzi
- Erebia seliza
- Erebia semelocellata
- Erebia semenovi
- Erebia semialbina
- Erebia semicaeca
- Erebia semiextincta
- Erebia semigrisea
- Erebia semimurina
- Erebia seminigra
- Erebia semiocellata
- Erebia semipupillata
- Erebia semo
- Erebia septentrionalis
- Erebia septorientalis
- Erebia serotina
- Erebia sexpunctata
- Erebia shajitsuzanensis
- Erebia sharsta
- Erebia shebalina
- Erebia sheljuzhkoi
- Erebia shibutsuana
- Erebia shinaensis
- Erebia shiroumana
- Erebia shugnana
- Erebia sibirica
- Erebia sibo
- Erebia sibyllina
- Erebia sideris
- Erebia sigeion
- Erebia silbernageli
- Erebia silesiana
- Erebia simplex
- Erebia simulans
- Erebia simulata
- Erebia sineocellata
- Erebia siscia
- Erebia sofia
- Erebia sophia
- Erebia splendens
- Erebia spodia
- Erebia spuleri
- Erebia steckeri
- Erebia stelviana
- Erebia sthennyo
- Erebia stheno
- Erebia stirius
- Erebia storcki
- Erebia stricta
- Erebia stubbendorfii
- Erebia stygne
- Erebia styriaca
- Erebia styx
- Erebia subalpina
- Erebia subarctica
- Erebia subcaeca
- Erebia subcassioides
- Erebia subeuryale
- Erebia subeuryaloides
- Erebia subocellaris
- Erebia subtripicta
- Erebia subtusaurantiaca
- Erebia subtusbasimacula
- Erebia subtusbenesignata
- Erebia subtusbicolor
- Erebia subtusbrunnea
- Erebia subtuscinera
- Erebia subtuscinnamomea
- Erebia subtuscompleta
- Erebia subtusfasciata
- Erebia subtusferruginea
- Erebia subtusgrisea
- Erebia subtusimitans
- Erebia subtusluteofasciata
- Erebia subtuslutescens
- Erebia subtusmaccbaeus
- Erebia subtusminussignata
- Erebia subtusnigrobadiata
- Erebia subtusobsoleta
- Erebia subtusochrea
- Erebia subtusprivata
- Erebia subtusreducta
- Erebia subtusrufata
- Erebia subtusrufofasciata
- Erebia subtussemifaciata
- Erebia subtustypica
- Erebia subtusunicolor
- Erebia succulenta
- Erebia sudetica
- Erebia suederlandica
- Erebia suffusa
- Erebia sugitanii
- Erebia superba
- Erebia sylvatica
- Erebia syrmia
- Erebia szetschwana
- Erebia takanonensis
- Erebia takanonis
- Erebia tanita
- Erebia tarcenta
- Erebia tardenota
- Erebia tateyamana
- Erebia tatrica
- Erebia tatsiena
- Erebia taurinorum
- Erebia tenebrosa
- Erebia tenuifasciata
- Erebia teriola
- Erebia terocellata
- Erebia tetrastigma
- Erebia tetrica
- Erebia theano
- Erebia themistocles
- Erebia thianschanica
- Erebia thiemi
- Erebia thryphaena
- Erebia thuringiaca
- Erebia thynias
- Erebia ticina
- Erebia tigranes
- Erebia tisiphone
- Erebia togakusiana
- Erebia tonalensis
- Erebia totenigra
- Erebia totonigra
- Erebia trajanus
- Erebia tramelana
- Erebia transcaucasica
- Erebia transiens
- Erebia transsylvanica
- Erebia transsylvaniensis
- Erebia trentae
- Erebia tresojos
- Erebia triarius
- Erebia tridentina
- Erebia triglavensis
- Erebia triglites
- Erebia trinsensis
- Erebia triocellata
- Erebia triopes
- Erebia tripuncta
- Erebia tripunctata
- Erebia tristis
- Erebia tryphaera
- Erebia tullgreni
- Erebia tundra
- Erebia tunkuna
- Erebia turanica
- Erebia turatii
- Erebia turbo
- Erebia turkestana
- Erebia tusca
- Erebia tyndarellus
- Erebia tyndarus
- Erebia tyrsus
- Erebia ultima
- Erebia unicolor
- Erebia uniformis
- Erebia uralensis
- Erebia urgaensis
- Erebia usgentensis
- Erebia valdeonica
- Erebia valderiensis
- Erebia valesiaca
- Erebia valesiana
- Erebia valmaritima
- Erebia wanga
- Erebia varia
- Erebia varianthus
- Erebia warreni
- Erebia warreniana
- Erebia veldmani
- Erebia velebitica
- Erebia velocissima
- Erebia venaissina
- Erebia venturiensis
- Erebia vernetensis
- Erebia vetulonia
- Erebia victorialis
- Erebia vidleri
- Erebia violacea
- Erebia violaceofasciata
- Erebia virago
- Erebia virgata
- Erebia vitimensis
- Erebia vogesiaca
- Erebia vorbrodti
- Erebia yablonoica
- Erebia yamashinae
- Erebia yatsugadakeana
- Erebia yazawaia
- Erebia yoshisakana
- Erebia youngi
- Erebia ytansiens
- Erebia zagazia
- Erebia zagora
- Erebia zapateri
- Erebia ziegleri
- Erebia zilia
- Erebia zulines
- Erebia zyxuta

## Bildgalleri

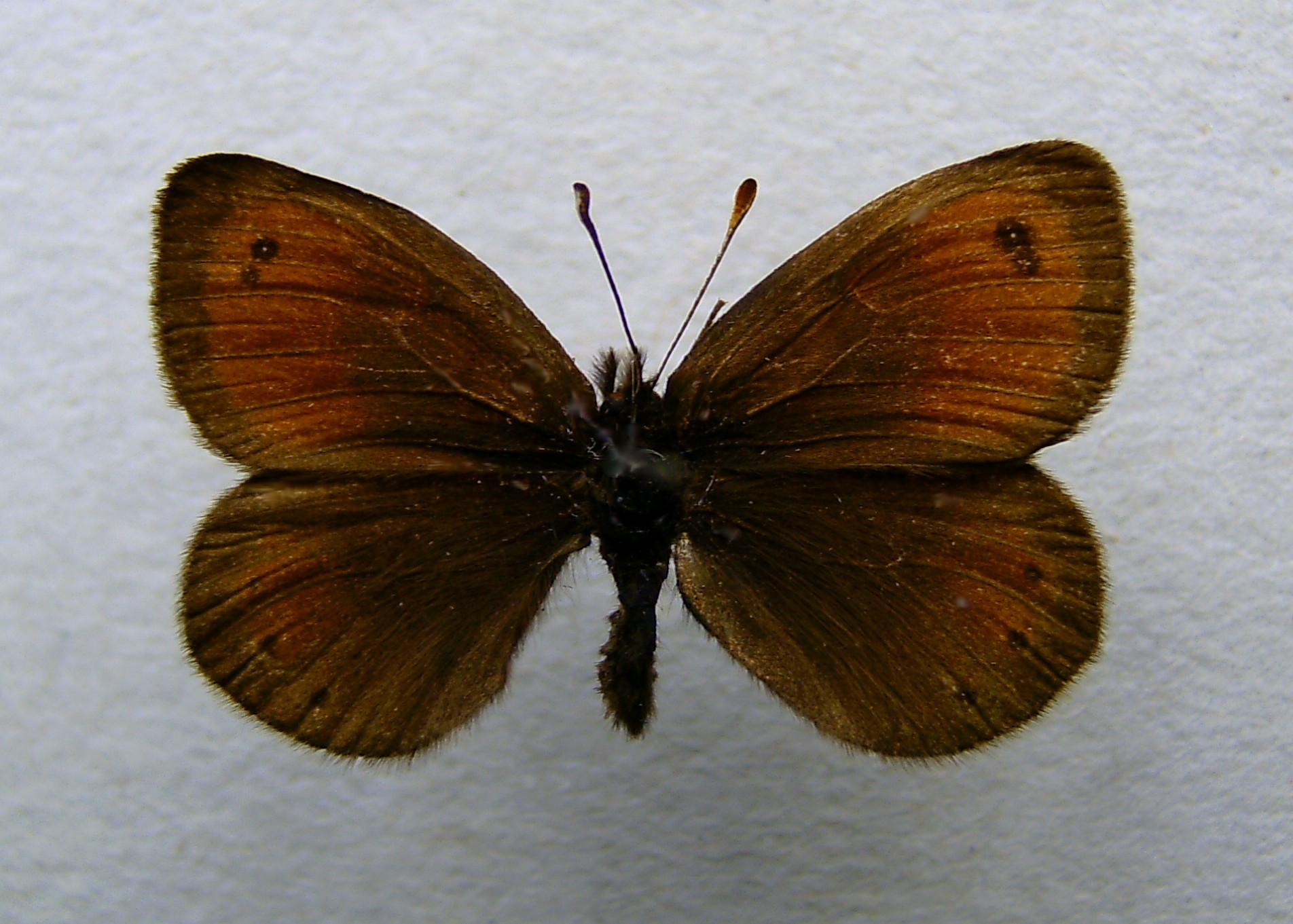
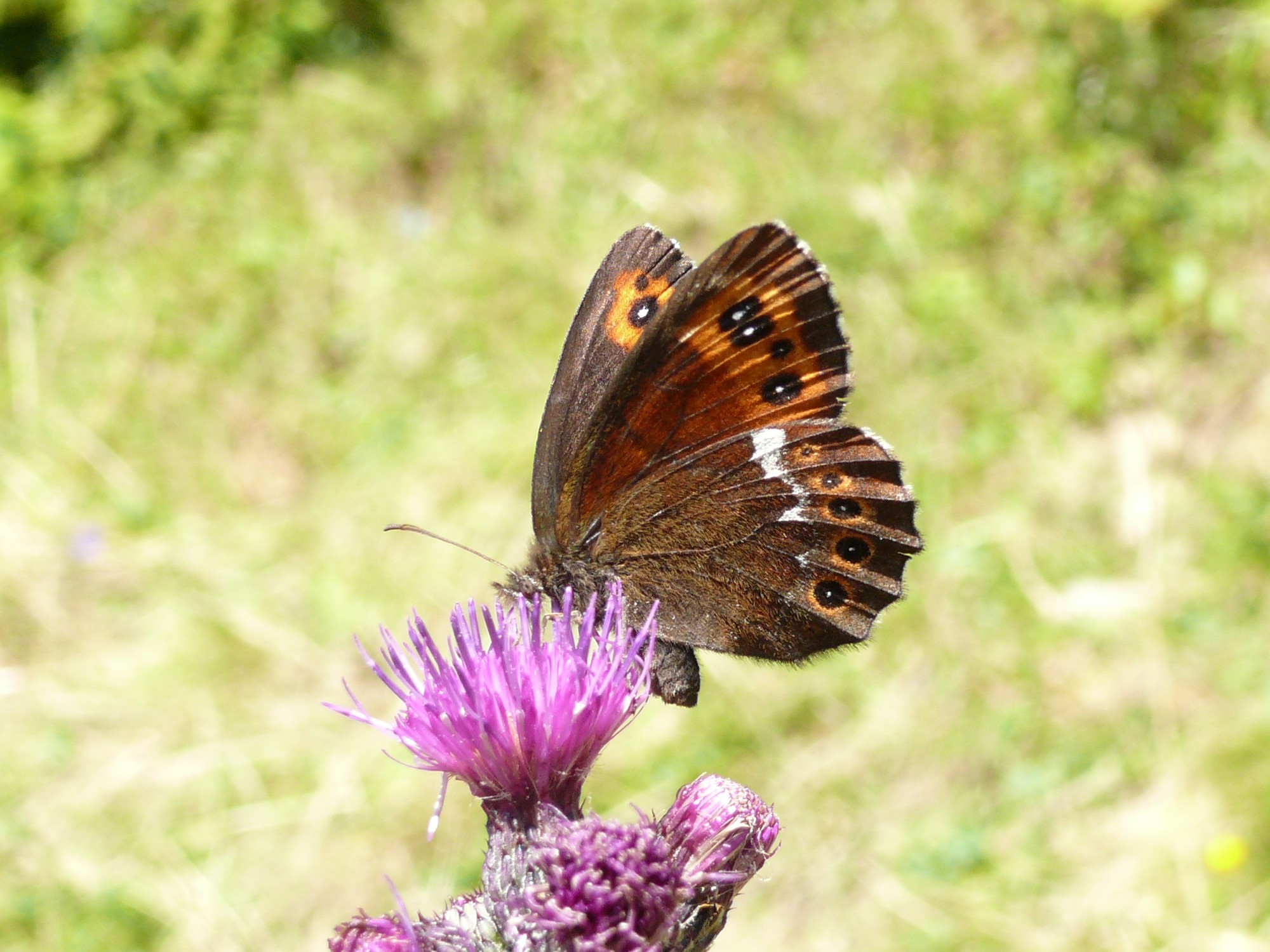
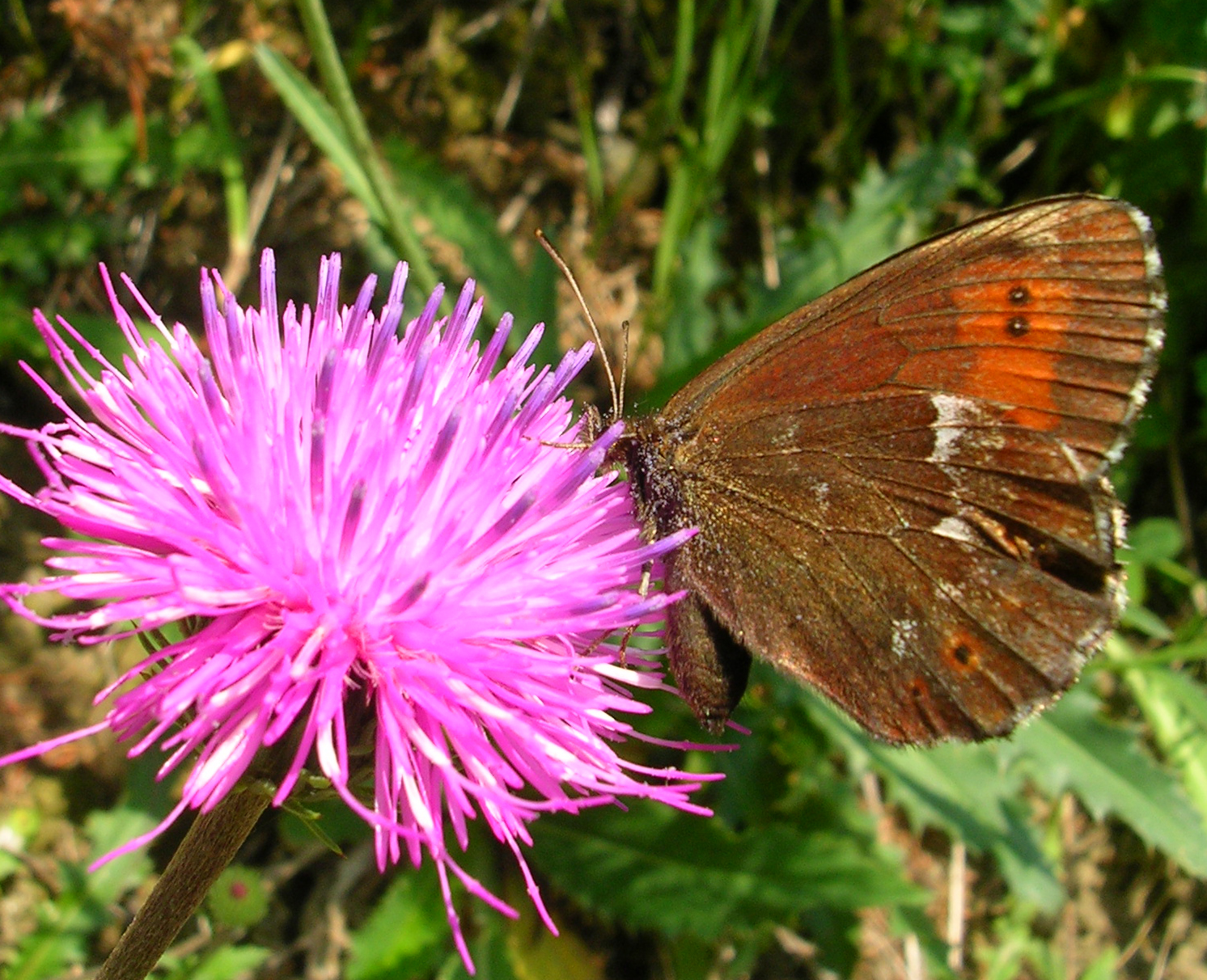
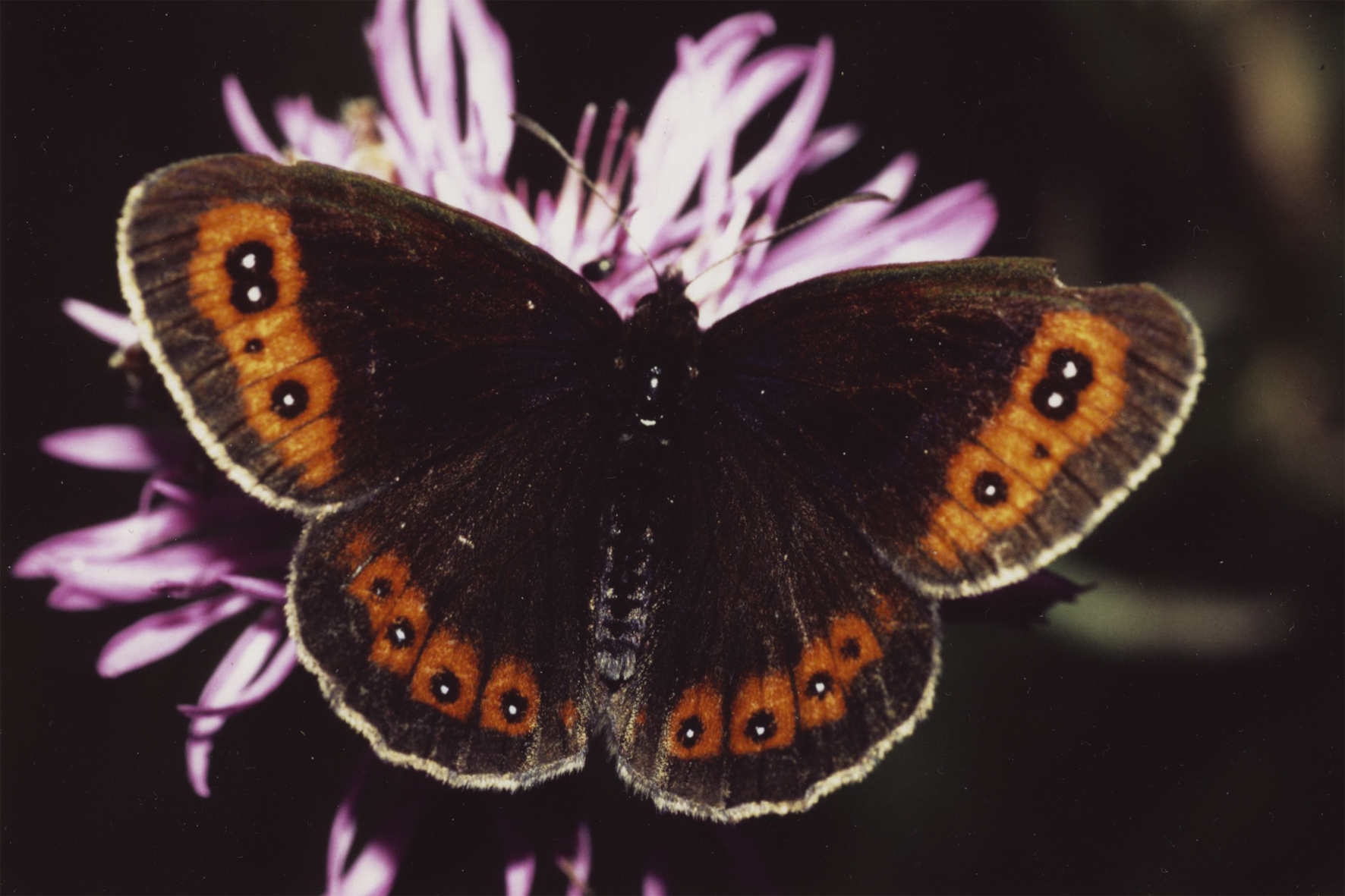
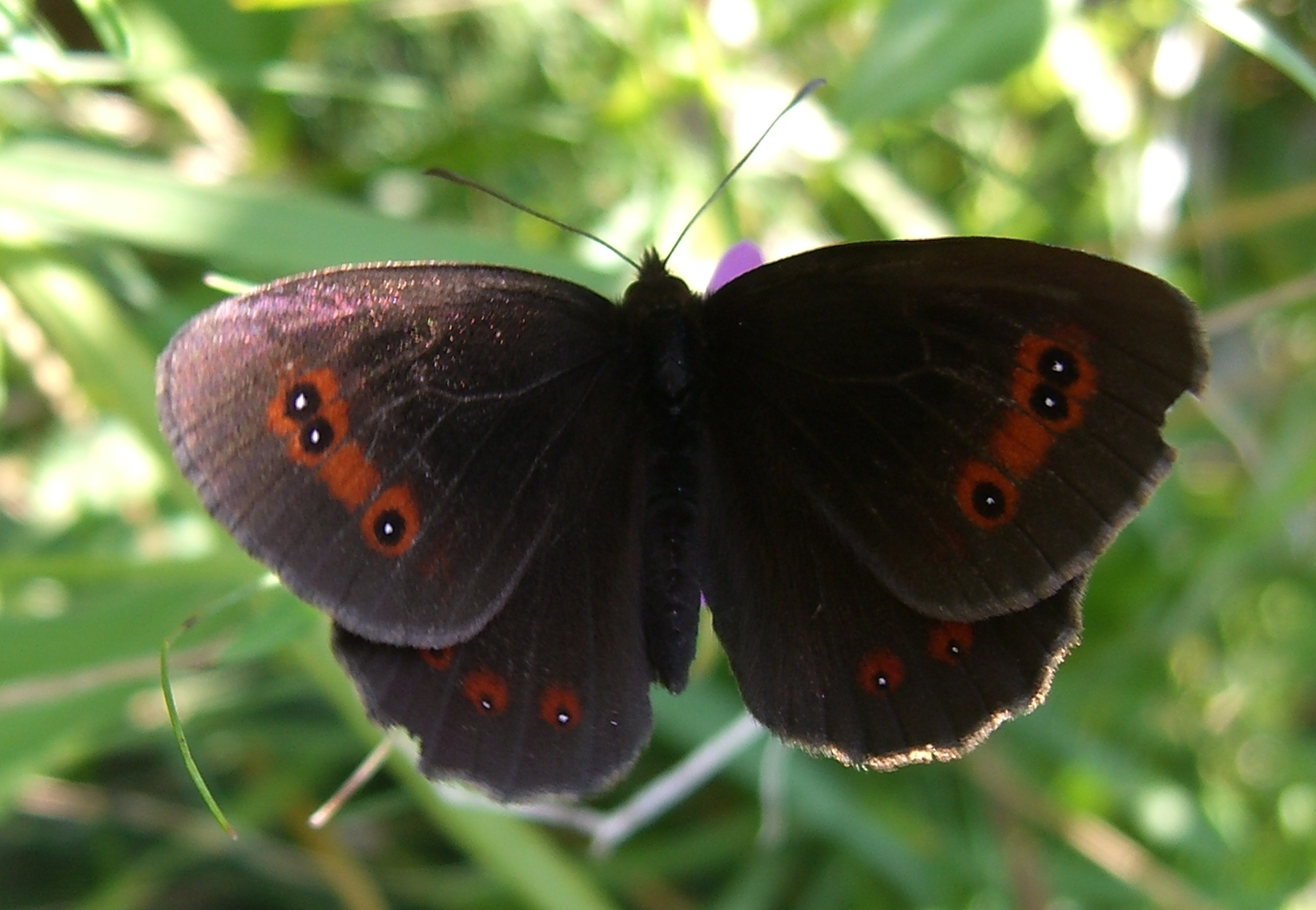
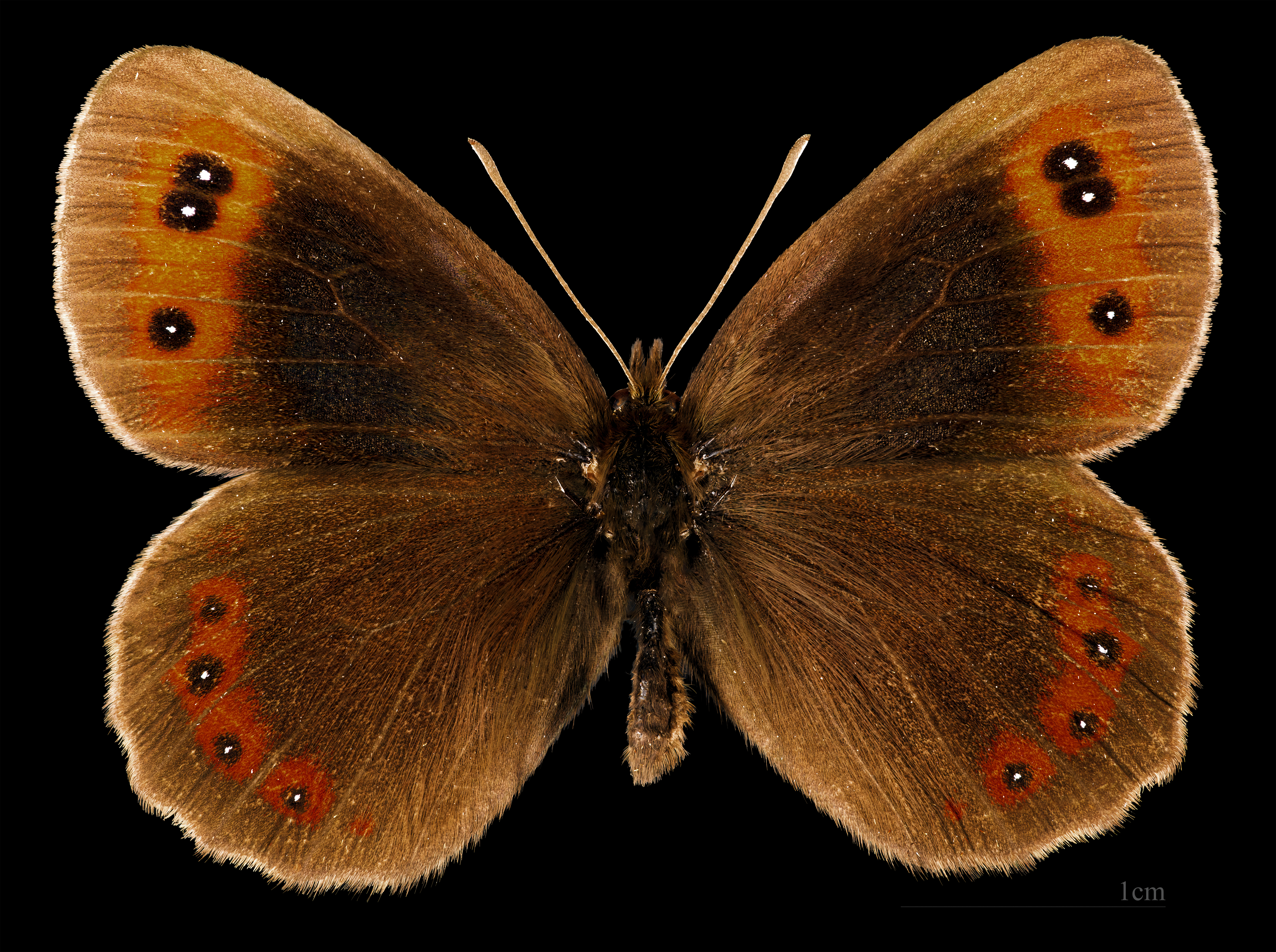
Erebia aethiops ♂
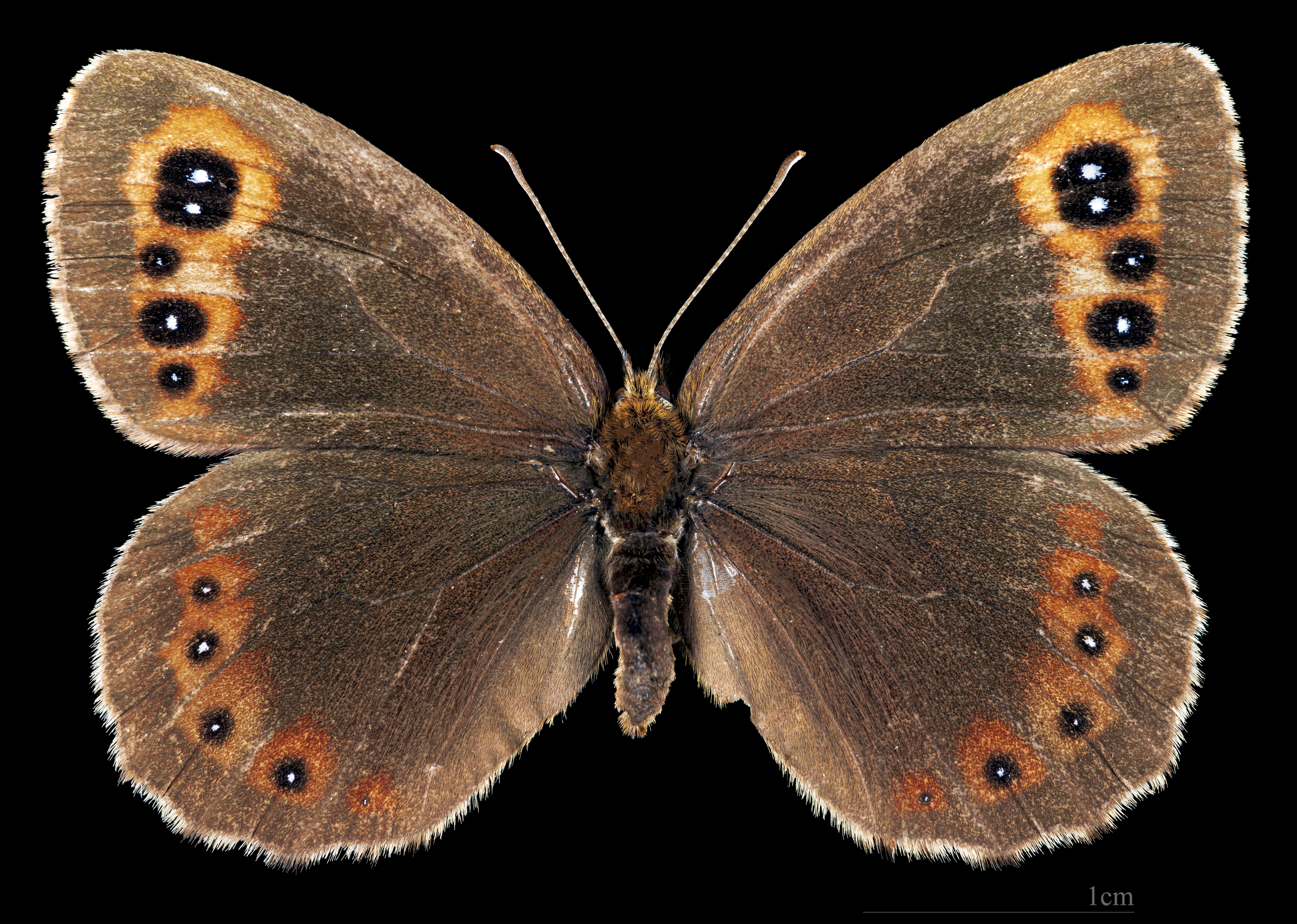
Erebia aethiops ♀